# 伊藤嘉彥
伊藤嘉彥（日语：／ Itō Yoshihiko，1937年12月16日—2006年12月23日）是一名日本化學家。
伊藤出生於大阪市，畢業於京都大學。1978年，他與三枝武夫共同發現三枝-伊藤氧化反應。